# Christoforos Charalambous
Christoforos Charalambous (grekiska: Χριστόφορος Χαραλάμπους), född 9 juli 1992 i Nicosia på Cypern, är en cypriotisk fotbollsspelare som sedan 2015 spelar för Omonia Aradippou. 